# Jürgen von Klenck

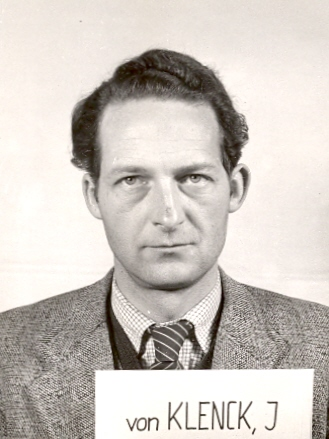
Jürgen von Klenck als Zeuge bei den Nürnberger Prozessen (um 1947).

Jürgen von Klenck (* 8. Juni 1909 in Bromberg, Provinz Posen; † 20. Februar 1978) war ein deutscher Chemiker und Wirtschaftsfunktionär.

## Leben
Klenck war Sohn des Regierungsrats Georg von Klenck (1872–1923) und der Ruth Freiin von Schlichting-Bukowiec. Nach dem Schulbesuch in Frankfurt am Main, Frankfurt an der Oder, Berlin und Köln, wo er zu Ostern 1927 die Reifeprüfung am Realgymnasium in der Kreuzgasse ablegte, studierte Klenck Chemie. Er begann sein Studium an Universität Köln, wo er zu Ostern 1931 das 1. Verbandsexamen bestand. Anschließend wechselte er an die Universität Göttingen, wo er im Sommer 1932 das 2. Verbandsexamen bestand.
Seit 1932 arbeitete Klenck an der Mathematisch-naturwissenschaftlichen Fakultät der Göttinger Universität im Institut von Peter Adolf Thiessen an einer Dissertation über Umwandlungsprozesse bei Alkalisalzen langkettiger Fettsäuren, mit der er 1933 promovierte (Tag der mündlichen Prüfung: 20. Dezember 1933). Zum 1. Mai desselben Jahres war Klenck – angeblich unter dem Einfluss Thiessens – der NSDAP beigetreten (Mitgliedsnummer 3.188.932).
1934 wurde Klenck als Chemiker in dem von Georg Kränzlein geleiteten Farbenlabor beim IG Farbenwerk Hoechst angestellt. Mitte 1935 wechselte er von dort in die koloristische Abteilung. Von 1935 bis 1940 gehörte er der Standarte 4/2 der SS in Frankfurt an.
Von 1940 bis 1942 nahm Klenck als Soldat am Zweiten Weltkrieg teil, in dem er im Westfeldzug eingesetzt wurde. Nach seiner Entlassung aus der Wehrmacht im Februar 1942 trat er eine Forschungsstelle bei der I.G. Farben in Ludwigshafen am Rhein an. Im Herbst desselben Jahres wurde er vom Ludwigshafener Werksleiter Otto Ambros zu seinem Stellvertreter als Chef des Sonderausschusses C im Reichsministerium für Rüstung und Kriegsproduktion bestellt. In dieser Stellung erlangte er umfassende Kenntnisse über die Planungen der deutschen Rüstungsführung hinsichtlich der Verwendung chemischer Kampfstoffe. Mitte 1943 übernahm Klenck schließlich die Leitung der Nervengasfabrik (Sarin-Werk) in Falkenhagen, in der vor allem Chlortrifluorid für den Kriegsbedarf hergestellt wurde. Im Mai 1944 wurde er zudem Handlungsbevollmächtigter der Monturon GmbH, der Betriebsführungsgesellschaft der Falkenhagener Fabrik.
Bei Kriegsende geriet Klenck in alliierte Gefangenschaft. In der Folgezeit wurde er verschiedentlich zu Fragen der chemischen Kriegsführung verhört und anschließend als Zeuge beim I.G.-Farben-Prozess verwendet.
1955 wurde Klenck als Leiter der Abteilung Anwendungstechnik bei der Hoechst A.G. eingestellt. 1958 folgte dort seine Ernennung zum Direktor, bevor er das Unternehmen 1967 verließ, um in den Vorstand von Mannesmann zu wechseln. 1970 wurde Klenck von Wilhelm Grotkopp und Ernst Schmacke in dieser Stellung dem Kreis der „führenden Manager Deutschlands“ zugeordnet.
Klenck war seit 1948 mit Mariella Baronesse von Roenne (1928–2022) verheiratet. Aus der Ehe gingen zwei Kinder  hervor.

## Schriften
- Untersuchungen über die genotypische Umwandlung langkettiger fettsaurer Salze, Buch- und Kunstdruckerei Wilhelm Postberg, Bottrop i.W. 1934. (Dissertation)